# Хапай та тікай
«Хапай та тікай» (англ. Hit and Run) — американський комедійний бойовик режисерів Девіда Палмера та Декса Шепарда, який виконав головну чоловічу роль у фільмі. Головну жіночу роль зіграла Крістен Белл. Світова прем'єра відбулась 22 серпня 2012, в Україні — 7 лютого 2013.

## Сюжет
Колишній злочинець Чарлі Бронсон знаходиться під програмою захисту свідків. Він мешкає в невеличкому містечку з коханою Енні, яка не знає про його минуле. Їй випадає шанс отримати роботу своєї мрії у Лос-Анжелесі. Енні вагається та її начальниця Деббі переконує не втрачати шанс. Після розмови з Чарлі, він погоджується відвезти кохану на співбесіду. Та втручається її колишній бойфренд Гіл, через якого головні герої потрапляють у низку пригод з колишніми поплічниками та ним самим.

## У ролях
| Актор           | Роль                     |
| --------------- | ------------------------ |
| Декс Шепард     | Чарлі Бронсон/Юл Перкінс |
| Крістен Белл    | Енні Бін                 |
| Том Арнольд     | Ренді Андерсон           |
| Крістін Ченовет | Деббі Крігер             |
| Майкл Розенбаум | Гіл Ратбінн              |
| Бредлі Купер    | Алекс Дімітрі            |
| Джесс Роуленд   | Террі                    |
| Раян Генсен     | Алан                     |
| Бо Бріджес      | Клінт Перкінс            |
| Стів Ейджі      | чувак                    |
| Девід Кокнер    | Сандерс                  |
| Джой Брайант    | Нів Татум                |
| Шон Хейз        | Сенді Остерман           |
| Джейсон Бейтман | Кіт Єт                   |

## Кінокритика
На сайті Rotten Tomatoes рейтинг кінофільму становить 50 % (65 схвальних відгуків і 66 негативних). На сайті Metacritic оцінка фільму становить 50 із 100 (31 відгуків).

## Касові збори
Касові збори становили 14,453,354 дол.

## Факти
- Більшість автомобілів, використаних у фільмі, належать Дексу Шепарду.